# Xbox Series X/S
Xbox Series X与Xbox Series S是微軟於2020年11月10日推出的第九世代家用電子遊戲機。它們作為Xbox遊戲機家族的第四代產品，替代Xbox One家族，在官網上，以上兩者合稱Xbox Series X|S。
有關遊戲機的傳聞最早出现在2019年初，整個產品線的代號為「Scarlett」，由高端和低端機型組成，代號分別為「Anaconda」和「Lockhart」。微軟内部曾對Xbox One的雙主机方式感到满意，並计划在第四代Xbox上採用類似的方式，高端機型的目標是至少比Xbox One X的性能提高一倍。微軟最初在2018年E3電子娛樂展上公布第四代Xbox的统称代號“Project Scarlett”，并在2019年12月12日美國的遊戲大獎會場首度發表代號為“Project Anaconda”的Xbox Series X。2020年9月，微软公布了性能與售價比Xbox Series X更低的Xbox Series S，代號為“Project Lockhart”，並只支援數位版遊戲。
Xbox Series X擁有更高端的硬體，並支持更高的顯示解析率（最高8K分辨率）以及更高的幀數和即時光線追踪；它還擁有高速固態硬碟，以增加加載速度。價格較低的Xbox Series S使用相同的CPU，但僅有三分之一的GPU性能，記憶體和内部存儲空间亦有削減，並移除光碟機。這兩款遊戲機都能向下兼容許多上一代Xbox遊戲、控制器和配件。作為微軟的「智慧分發」計畫的一部分，許多上一代遊戲在Series X/S上都有畫面提升，無需額外收費。這兩款遊戲機還支援雲端遊戲平台Xbox Game Pass。

## 歷史
2018年6月10日在2018年E3電子娛樂展上確認有新機種的存在，首次宣告Xbox新機種並且以Project Scarlett作開發代號稱呼。
在往後2018年內亦放出其他相關消息，到2019年的6月10日的2019年E3電子娛樂展正式公布第九世代遊戲機，同時宣布預計在2020年圣诞节前發售。
2019年12月12日，在美国洛杉矶举办的TGA遊戲大獎颁奖典礼上，微軟首度發表遊戲機的外觀及命名，正式宣布新機種名為Xbox Series X。并且初步公開了Xbox Series X的配備，包括NVMe介面的固態硬碟、AMD Zen 2架構的CPU、GDDR6記憶體、基於AMD RDNA微架構並支援即時硬體光線追蹤的GPU，以及120Hz、8K解析度顯示輸出。在會場上首度公佈遊戲機的外型及控制器設計，Xbox Series X在外觀上表現得更類似傳統的塔式電腦，而且能夠豎向或橫向自定放置。Xbox Series X將配備在Xbox One控制器基礎上進行小幅度修改後的控制器，包括增加一個「分享」按鈕（share button） 。
2020年2月24日，微软公布了Xbox Series X的性能，单精度浮点性能达到12 TFLOPS，2倍于Xbox One X。
2020年3月16日，微軟透過自家的網站及YouTube頻道，發表了關於Xbox Series X的硬體機能的內部機件及其功效性能。亦邀請了媒體到總部訪問及介紹XSX遊戲機的內部硬體，對內部硬體作出了實體展出，並讓媒體嘗試把硬體裝回到機盒箱內，其後負責人講解硬體的散熱及組件運作。另一面同時讓媒體直接試用了在系統方面Quick Resume（快速切換遊戲相關）的實際操作。系統會支持將遊戲HDR化使舊有遊戲未進行佳化工序亦能獲得畫面清晰化及FPS加固。
2020年9月8日，在有媒体泄露出Xbox Series S之后，微软才正式公布了Xbox新世代中性能更低的版本Xbox Series S。Xbox Series S的工程代号为“Project Lockhart”，采用无光驱设计，性能相较于Series X，主要在CPU性能、GPU性能、内存容量和带宽，内部存储空间等方面有一定减配。之后微软正式公布了这两种Xbox型号的价格和发售时间。Xbox Series X为499美元，而Series S将为299美元。两台主机都将于2020年11月10日在全球发售。

## 硬件規格
Xbox Series X采用了一块定制的AMD Zen 2架构的CPU；其晶体管面积为360.45mm2，有8颗处理核心，运行频率可以达到3.8Ghz，同时多线程时可运行在3.6GHz。GPU方面，Xbox Series X同样采用了一款来自AMD RDNA 2图型架构的定制版处理器；其拥有总共56个计算单元（CU）和3584个处理核心，其中52个计算单元和3328个处理核心将会是可使用状态，并且运行在1.825GHz。Xbox Series X的每秒浮点运算次数可达到12 TFLOPS。主机的内存采用16GB GDDR6SDRAM，其中10GB将运行在560GB/s，主要用于图形系统；余下的6GB将运行在336GB/s，用于其他的计算功能。通过主机系统软件的显示，微软将大约13.5GB的内存用于游戏和其他应用程序的使用，而系统软件将只会使用較慢的記憶體部分。Xbox Series S在硬體效能上相對Xbox Series X則有多種削減，以求提供一個更低的市場價格。

##### 容量與載體
Xbox Series X的内部存储硬盘使用了1TB的NVM Express（NVMe）固態硬碟，拥有2.4GB/s的I/O传输速率。通过主机内一个板载压缩/加压缩单元，可以达到最高4.8GB/s的通量。本次Xbox Series X主机还可以使用一个專用的1TB儲存擴充卡，作为外设选项，其功能类似于其他数码产品的記憶卡。此外，玩家也可以通过主机上的USB接口增加一般的外置硬盘，但受限於USB 3.1 Gen 1 的相對低速規格，只能提供舊世代的遊戲使用。光驱方面，Xbox Series X使用一个4K UHD蓝光光驱。Xbox Series S則不具備光碟機，只支援數位版遊戲。

##### 影像輸出
Xbox Series X的目标性能是渲染60帧/秒的4K分辨率。微軟表示其主機搭載的CPU性能是Xbox One X的4倍，并且支持实时光線追蹤、最高可以達到120帧/秒、通过主机上的HDMI 2.1接口達到8K分辨率輸出。Xbox Series X也将支持HDMI 2.1標準的眾多新特性，像：可變刷新率以及自動低延遲模式（Auto Low Latency Mode），用来對應了一些新上市的電視。

##### 音響輸出
杜比官方宣布了對微軟次世代主機特效支持的内容——支持杜比視界（Dolby Vision）和杜比全景聲（Dolby Atmos）。成为全球首款支持杜比視界和杜比全景聲的電子游戲機。根据杜比官方的介紹，杜比視界和杜比全景聲的游戲支持在2021年正式推出，Xbox Series X和Xbox Series S主機將率先體驗這兩種技術支持。

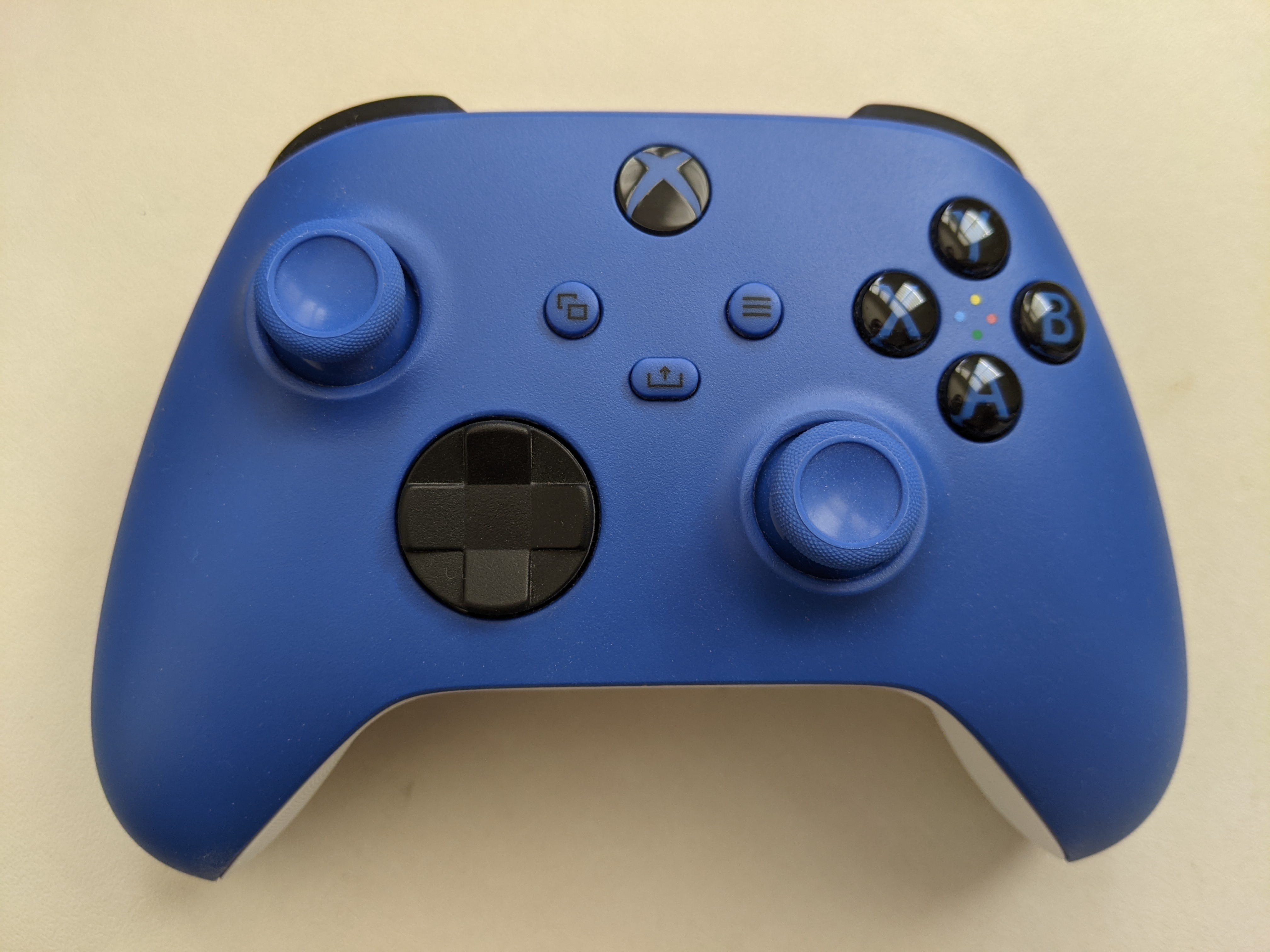
Xbox 無線控制器(model 1914 controller)
「Shock Blue(鮮藍色)」

| 对比     | Xbox Series X                                                                 | Xbox Series S                                                       |
| -------- | ----------------------------------------------------------------------------- | ------------------------------------------------------------------- |
| CPU      | 定制版Zen 2 8 核心 @ 3.8 GHz (同时多线程 3.66 GHz )                           | 定制版Zen 2 8 核心 @ 3.6 GHz (同时多线程 3.4 GHz )                  |
| GPU      | 定制版 RDNA 2 52 个计算单元 @ 1.825 GHz 12 TFLOPS                             | 定制版 RDNA 2 20 个计算单元 @ 1.55 GHz 4 TFLOPS                     |
| 内存     | 16 GB GDDR6 with 320-bit bus (10 GB @ 560 GB/s, 6 GB @ 336 GB/s)              | 10 GB GDDR6 with 128-bit bus (8 GB @ 224 GB/s, 2 GB @ 56 GB/s)      |
| 内部储存 | 1 TB 定制版NVME SSD 讀取速度：2.4 GB/s（Raw）                                 | 512 GB 定制版NVME SSD 讀取速度：2.4 GB/s（Raw）                     |
| 扩展储存 | 專用1 TB 儲存擴充卡                                                           | 專用1 TB 儲存擴充卡                                                 |
| 额外储存 | USB 3.1 Gen 1 規格外接硬盘（僅支援舊世代遊戲）                                | USB 3.1 Gen 1 規格外接硬盘（僅支援舊世代遊戲）                      |
| 光驱     | 4K UHD 蓝光光驱                                                               | 无                                                                  |
| 性能目标 | 4k 分辨率/60 FPS，最高120 FPS (支援HDMI 2.1)                                  | 1440p/60 FPS，最高120 FPS (支援HDMI 2.1)                            |
| 視訊輸出 | 支援完全4K解像度 高動態範圍8K HDR HDMI自動低延遲模式 AMD FreeSync可變更新頻率 | 支援Quad HD 1440p解像度 HDMI自動低延遲模式 AMD FreeSync可變更新頻率 |
| 音频     | 杜比7.1環繞聲 (杜比全景聲)、DTS:X                                             | 杜比7.1環繞聲 (杜比全景聲)、DTS:X                                   |
| 尺寸     | 301mm x 151mm x 151mm                                                         | 275mm x 151mm x 63.5mm                                              |

## 遊戲相關
- 支持將未有進行高清化及FPS修復的遊戲直接HDR化，系統會將幀數(FPS)及畫面清晰化[12]。
- 繼續支持Xbox Game Pass，已訂閱的玩家可以遊玩裡面加入了XGP的遊戲[22][23]。
- Smart Delivery（中文名稱:智慧分發） 部份XONE遊戲可根據此新功能直接免費升級至XSX/S的遊戲版本[24]。（此功能升級的遊戲版本，並非為XONE的模擬提高版本、是為XSX/S所訂製的對應版本）
- 在往後屬於XBOX(XGS)相關的自家遊戲工作室及由微軟發行的相關遊戲將會加入Xbox Game Pass及Smart Delivery功能[25]。(相關請參考:Xbox Game Pass及 Xbox遊戲工作室(Xbox Game Studios/XGS) )

在2019年12月12日，在美國洛杉磯舉辦的TGA遊戲大獎大會場上，微軟在首度發表遊戲機的外觀及命名，同時亦公開由忍者理論所製作的《地獄之刃：賽奴雅的獻祭》的後續作品《地獄之刃2：賽奴雅的傳奇》作為首款公佈的Xbox Series X遊戲。

#### 初期時的第三方遊戲陣容
在2020年5月7日，透過定期網上節目Inside Xbox中公佈確定登陸Xbox Series X的第三方廠商的遊戲，包括Codemasters製作的《大地長征 5》、由《宵星傳奇》團隊製作萬代南夢宮的《緋紅結繫》、EA美商藝電的《Madden NFL 21》等遊戲，兩款特別面向XSX的遊戲由山岡晃參與及曾製作《層層恐懼》及《侵視者》的Bloober Team製作的《靈媒》與塞爾維亞團隊Ebb Software製作的《蔑視》，這些遊戲會登陸在Xbox Series X上。以及世嘉的《人中之龍7 光與闇的去向》作為XSX在第九世代首發同步登陸的遊戲之一。
此外，其他第三方遊戲廠商中確定登陸遊戲包括：Ubisoft的《渡神紀 芬尼克斯傳說》、《看門狗：自由軍團》、《虹彩六號：隔離禁區》、《刺客教條：維京紀元》、《極地戰嚎6》，有SQUARE ENIX的《先遣戰士Outriders》、《勇者鬥惡龍XI S DE》、《歧路旅人(八方旅人)》、《尼爾 人工生命 ver.1.22474487139...》，以及CAPCOM的《生化危機8(VIII) 村莊》、萬代南夢宮的《破曉傳奇》與CD Projekt的《電馭叛客2077》。

#### 追加的第一方遊戲陣容
2020年9月21日，微軟宣佈收購Bethesda 貝塞斯達其母公司ZeniMax Media以及其旗下全部工作室和IP資產權。在收購後《Doom 毀滅戰士》、《德軍總部》、《Fallout 異塵餘生》、《上古卷軸》、《The Evil Within 邪靈入侵 》等成為Xbox遊戲工作室的第一方IP遊戲。
2022年1月18日，微軟公開宣佈收購動視暴雪 (動視及暴雪母公司) 及旗下的所有工作室和IP資產權。意味著由動視擁有的 《COD 決勝時刻》、《古惑狼》、《寶貝龍Spyro》、《吉他英雄》、《Prototype原型兵器》等IP遊戲。由暴雪娛樂擁有的《魔獸》、《暗黑破壞神》、《鬥陣特攻》、《星海爭霸》、《爐石戰記》、《暴雪英霸》等IP遊戲。上述的動視暴雪公司所持有的旗下IP遊戲會成為Xbox遊戲工作室的第一方IP遊戲。

#### 歷代遊戲的向下兼容
- 向下兼容 兼容遊戲方面會支持 初代Xbox、Xbox 360、Xbox One 的跨代遊戲兼容[32][33]。

#### 遊戲訂閱服務Xbox Game Pass
- 遊戲訂閱服務，包含自家旗下遊戲以及第三方廠商的遊戲。

## 軟件及服務相關
微軟在2019年12月12日的TGA遊戲大獎美國會場發佈相關消息後，確認Xbox Series X將擁有對Xbox One遊戲的兼容性，以及對Xbox One兼容的Xbox及Xbox 360遊戲的兼容性。為此，Xbox One的關於兼容性計劃將會陸續逐漸停止，直至接近新機發售前的一段日子，以使得所有目前能在Xbox One上執行的遊戲均能在Xbox Series X上執行。Xbox部門負責人菲爾·斯賓塞（Phil Spencer）針對這點，宣稱微軟將繼續支援通過物理媒介（即是遊戲光碟）分發遊戲執行。 

##### 智慧分發
2020年2月24日，微軟公佈了Xbox Series X的新功能，名為智慧分發（Smart Delivery）。此功能在於看似相類概況又非屬向下兼容功能。玩家可以在購買Xbox One版本的遊戲後，可透過使用此功能直接更新升級，免費獲得原有的Xone版本可直接升級至為XSX而設的遊玩體驗版本。過往的情況在要得到升級某主機遊戲版本體驗，需要額外購買該主機遊戲版本，而此功能則免除這方面的需求。自家遊戲工作室及由微軟發行的遊戲均會加入這個功能，至於第三方廠商則由各廠商自行選擇決定。
在上述這事項（智慧分發）公佈後，CD Projekt亦宣佈《電馭叛客2077》會加入此功能，並認為玩家不應該為了體驗新主機版本，被迫為同一款遊戲購買兩次不同版本或者為了升級額外再付費，屆時準備工作完成後Xone版本的玩家在新主機可自動獲得升級XSX版本。

##### 快速恢復
2020年3月16日，微軟透過自家的網站及YouTube頻道，發表了關於Xbox Series X的系統功能上的改變。當中為XSX發表了「Quick Resume Tech Demo」（快速切換遊戲相關）及「Loading Times Tech Demo」（遊戲載入相關）兩項針對功能演示的影片。
其中相關影片「Loading Times Tech Demo」展示了XSX與Xbox One X兩者進入遊戲的載入速度，以影片中的對比中XSX在載入速度方面獲得顯見的提升，透過本機內部SSD可以更快的完成載入遊戲。另外的「Quick Resume Tech Demo」則展示了這次XSX新加入快速恢復（Quick Resume）是可令遊戲快速切換的功能，可隨時保留遊戲進度即時轉換遊戲。當玩家在遊玩某款遊戲A時，想轉換另一款遊戲B遊玩。這時候可以快速轉換另一款遊戲B，可以保留遊戲A當前的遊玩時刻，而當想換回原來的遊戲A時，遊戲B亦會保留前的遊玩時刻。當直接換為遊戲A後，則不需要重新載入遊戲，可以直接進行先前的遊玩時刻，再開始投入遊玩。而根據影片的演示，儘管是切換至五款遊戲亦可採取此項功能。即使在切斷電源後，仍然能夠將早前的遊戲保留遊玩進度，重新啟動電源開機後即可投入當時的遊玩時刻。 

##### FPS Boost及Auto HDR
當中亦增設有「FPS Boost」及「Auto HDR」兩種提升遊戲的遊玩流暢度系統。「FPS Boost」系統能夠把一些原來設置如30FPS的遊戲進行FPS修復，系統會將遊戲的幀數(FPS)倍增，提升至達至60FPS亦有部份甚至可調整至120FPS的狀態。「Auto HDR」系統能夠把原定不支援HDR化的遊戲，變成支援HDR進行效果修復及畫面清晰化，自動將畫面調整至最佳效果，玩家可以隨時控制是否開啟調整畫質。

## 網路迷因
官方正在2019TGA遊戲大獎頒獎典禮上，微軟首度發表發表XSX實機的外觀及命名後，網路上引起討論亦開始出現對其外型的惡搞與戲仿的網路迷因。包括惡搞封面或是電器模擬。及後在2020年9月發表XSS後亦開始出現相關的另一方面的網路迷因。
在2020年10月微軟公開關於XSX的影片內容為一個冰箱，公開表示製作了XSX外觀的真實冰箱，讓網絡迷因成真。並且製作了數個公開，其中亦以特別方式贈送給玩家。於2021年4月因應Twitter舉辦的「#BestOfTweets」關於品牌的最佳貼文競選，在最後的競選中嬴了彩虹糖品牌Skittles固然兌現承諾投入生產XSX造型的冰箱，但會以小型XSX冰箱形式進行正式製作生產。

## 外部連結
- Xbox consoles | Xbox
- Xbox Series X | Xbox
- Xbox Series S | Xbox